# مرغ‌های دوزنده
مرغ‌های دوزنده (نام علمی: Phyllergates) نام یک سرده از تیره سسک‌های بیشه است.

## گونه‌ها
- مرغ دوزنده کوهی, Phyllergates cucullatus
- مرغ دوزنده سرحنایی, Phyllergates heterolaemus